# Nosilka podmornic
Nosilka podmornic je pomožna vojaška transportna ladja, ki je namenjena transportu podmornic (predvsem manjših) na večjih razdaljah.
Po navadi nosilka podmornic hkrati deluje kot oskrbovalna in popravljalna ladja. Ladja lahko podmornico dvigne na palubo s pomočjo žerjava oz. dvigal ali pa podmornica zapluje v posebni dok znotraj ladje.